# Hypolytrum subcompositus
Hypolytrum subcompositus là loài thực vật có hoa trong họ Cói. Loài này được Lye & D.A.Simpson mô tả khoa học đầu tiên năm 2006.